# La Libertad (Petén)
La Libertad – miasto w północnej części Gwatemali w departamencie Petén, leżące w odległości 32 km na południowy zachód od stolicy departamentu i około 70 km od granicy państwowej z Meksykiem, niedaleko źródeł rzeki Usumacinta. Jest siedzibą władz gminy o tej samej nazwie, która w 2012 roku była najliczebniejszą w departamencie i liczyła 118 187 mieszkańców. Gmina jak na warunki Gwatemali jest olbrzymia (2 miejsce w kraju), a jej powierzchnia obejmuje 5272 km².